# Карлсен, Нильс
Нильс Ка́рлсен (швед. Nils Carlsén; род. 21 апреля 1985, Сундсвалль) — шведский кёрлингист.
Бронзовый призёр чемпионата Европы 2006, чемпион мира среди юниоров 2004, пятикратный чемпион Швеции среди юниоров.

## Достижения
- Чемпионат Европы по кёрлингу: бронза (2006).
- Чемпионат Швеции по кёрлингу среди мужчин: серебро (2008), бронза (2012).
- Чемпионат мира по кёрлингу среди юниоров: золото (2004), серебро (2002, 2003, 2005, 2006).
- Чемпионат Швеции по кёрлингу среди юниоров: золото (2001, 2002, 2003, 2005, 2006), серебро (2004).
- Команда всех звёзд (англ. All-Star Team) чемпионата мира среди юниоров: 2003, 2004.

## Команды
| Сезон                                          | Четвёртый        | Третий            | Второй                 | Первый            | Запасной                                      | Турниры             |
| ---------------------------------------------- | ---------------- | ----------------- | ---------------------- | ----------------- | --------------------------------------------- | ------------------- |
| 1996—97                                        | Эрик Карлсен     | Carl-Axel Dahlin  | Нильс Карлсен          | Эмануэль Алльберг |                                               |                     |
| 1997—98                                        | Эрик Карлсен     | Carl-Axel Dahlin  | Нильс Карлсен          | Эмануэль Алльберг |                                               |                     |
| 1998—99                                        | Эрик Карлсен     | Carl-Axel Dahlin  | Нильс Карлсен          | Эмануэль Алльберг |                                               |                     |
| 1999—00                                        | Эрик Карлсен     | Carl-Axel Dahlin  | Нильс Карлсен          | Эмануэль Алльберг |                                               |                     |
| 2000—01                                        | Эрик Карлсен     | Carl-Axel Dahlin  | Нильс Карлсен          | Эмануэль Алльберг |                                               | ЧШЮ 2001            |
| 2000—01                                        | Carl-Axel Dahlin | Эрик Карлсен      | Эмануэль Алльберг      | Нильс Карлсен     | David Kallin тренер: Dan Carlsén              | ЧМЮ 2001 (5 место)  |
| 2001—02                                        | Эрик Карлсен     | Carl-Axel Dahlin  | Нильс Карлсен          | Эмануэль Алльберг |                                               | ЧШЮ 2002            |
| 2001—02                                        | Carl-Axel Dahlin | Эрик Карлсен      | Нильс Карлсен          | Эмануэль Алльберг | Даниэль Тенн тренер: Ян Страндлунд            | ЧМЮ 2002            |
| 2002—03                                        | Эрик Карлсен     | Carl-Axel Dahlin  | Нильс Карлсен          | Эмануэль Алльберг |                                               | ЧШЮ 2003            |
| 2002—03                                        | Carl-Axel Dahlin | Эрик Карлсен      | Нильс Карлсен          | Эмануэль Алльберг | Даниэль Тенн тренер: Микаэль Хассельборг      | ЧМЮ 2003            |
| 2003–04                                        | Нильс Карлсен    | Себастьян Краупп  | Маркус Хассельборг     | Манне Алльберг    |                                               | ЧШЮ 2004            |
| 2003—04                                        | Никлас Эдин      | Нильс Карлсен     | Jörgen Granberg        | Фредрик Линдберг  | Андерс Эрикссон тренер: Рикард Хальстрём      | ЧМЮ 2004            |
| 2004—05                                        | Нильс Карлсен    | Себастьян Краупп  | Маркус Хассельборг     | Манне Алльберг    |                                               | ЧШЮ 2005            |
| 2004—05                                        | Нильс Карлсен    | Себастьян Краупп  | Маркус Хассельборг     | Манне Алльберг    | Никлас Эдин тренер: Микаэль Хассельборг       | ЧМЮ 2005            |
| 2005—06                                        | Нильс Карлсен    | Никлас Эдин       | Маркус Хассельборг     | Эмануэль Алльберг |                                               | ЧШЮ 2006            |
| 2005—06                                        | Нильс Карлсен    | Никлас Эдин       | Маркус Хассельборг     | Манне Алльберг    | Фредрик Линдберг тренер: Микаэль Хассельборг  | ЧМЮ 2006            |
| 2005—06                                        | Нильс Карлсен    | Никлас Эдин       | Маркус Хассельборг     | Эмануэль Алльберг | Даниэль Тенн тренер: Микаэль Хассельборг      | ЧМ 2006 (5 место)   |
| 2006—07                                        | Пер Карлсен      | Микаэль Норберг   | Рикард Хальстрём       | Фредрик Хальстрём | Нильс Карлсен тренер: Олле Хоканссон          | ЧЕ 2006             |
| 2006—07                                        | Нильс Карлсен    | Никлас Эдин       | Маркус Хассельборг     | Манне Алльберг    | Кристиан Линдстрём                            |                     |
| 2007—08                                        | Нильс Карлсен    | Никлас Эдин       | Маркус Хассельборг     | Манне Алльберг    |                                               | ЧШМ 2008            |
| 2009—10                                        | Пер Карлсен      | Нильс Карлсен     | Эрик Карлсен           | Никлас Берггрен   | Микаэль Норберг тренер: Томми Олин            | ЧМ 2010 (8 место)   |
| 2010—11                                        | Пер Карлсен      | Нильс Карлсен     | Эрик Карлсен           | Микаэль Норберг   |                                               |                     |
| 2011—12                                        | Нильс Карлсен    | Эрик Карлсен      | Рикард Хальстрём       | Oskar Sjöström    | тренер: Фредрик Карлсен                       | ЧШМ 2012            |
| 2012—13                                        | Нильс Карлсен    | Эрик Карлсен      | Рикард Хальстрём       | Oskar Sjöström    | Фредрик Карлсен                               | ЧШМ 2013 (5 место)  |
| Кёрлинг среди смешанных команд (mixed curling) |                  |                   |                        |                   |                                               |                     |
| 2016—17                                        | Jenny Wall       | Эмануэль Алльберг | Lisa Löfskog Södergren | Нильс Карлсен     | Anders Hammarström тренер: Anders Hammarström | ЧШСК 2017 (9 место) |

(скипы выделены полужирным шрифтом)

## Частная жизнь
Из семьи кёрлингистов: его отец Дэн (англ. Dan Carlsén) — кёрлингист и тренер, дядя (брат Дэна) Пер и брат Эрик — также кёрлингисты, многократно игравшие с Нильсом в одной команде.